# HD 59612
HD 59612 är en dubbelstjärna belägen i den mellersta delen av stjärnbilden Akterskeppet. Den har en skenbar magnitud av ca 4,86 och är svagt synlig för blotta ögat där ljusföroreningar ej förekommer. Baserat på parallaxmätning inom Hipparcosuppdraget på ca 1,1 mas, beräknas den befinna sig på ett avstånd på ca 3 100 ljusår (ca 1 000 parsek) från solen. Den rör sig bort från solen med en heliocentrisk radialhastighet på ca 35 km/s.

## Egenskaper
HD 59612 A är en vit till blå superjättestjärna av spektralklass A5 Ib. Den har en massa som är ca 13 solmassor, en radie som är ca 44 solradier och har ca 10 900 gånger solens utstrålning av energi från dess fotosfär vid en effektiv temperatur av ca 8 600 K.
Följeslagaren HD 59612 B är en stjärna av magnitud 10,7 som ligger separerad med 3,0 bågsekunder från primärstjärnan.